# M60 (vuurwapen)
De M60 (officieel: United States Machine Gun, Caliber 7.62 mm, M60), bekend uit films zoals Rambo: First Blood, is een familie van machinegeweren van Amerikaanse origine dat 7,62x51mm NAVO patronen verschiet.
Zij is rechtstreeks afgeleid van de Duitse MG42 en FG42. De toevoer van patronen geschiedt door middel van een uiteenvallende (desintegrerende) patroonband van M13 schakels. Het wapen werd ontworpen in 1957 en is in dienst geweest bij alle onderdelen van de Amerikaanse strijdkrachten, alsook bij diverse andere mogendheden. Omdat de standaard M60 redelijk groot uitviel(ruim 1 meter) werden er diverse kleinere modellen gemaakt waarvan de M60E4 uit de jaren 90 verschillende upgrades had. De M60E3 werd echter bekend in de films Rambo: First Blood part II en Commando die dateren uit de jaren 80 wanneer dit type M60 vuurwapen op de markt kwam. Hoewel het wapen nog steeds gefabriceerd en hersteld wordt, is het reeds in veel toepassingen vervangen door nieuwere ontwerpen zoals de M240 gefabriceerd door FN.

## Geschiedenis
De ontwikkeling van het M60 machinegeweer begon eind jaren 40 met als doel om een lichter, efficiënter en preciezer 7,62 mm kaliber machinegeweer te hebben. De M60 is een variant die hoogstwaarschijnlijk gebaseerd is op de Duitse machinegeweren van in de Tweede Wereldoorlog. Meer specifiek de MG42 en FG42. Het bleef een variant omdat er in dit wapen ook Amerikaanse inventies zaten. De M60 werd eerst de T161E3 genoemd en werd uitgevonden om de M1918 Browning automatic rifle (BAR) en de M1919A6 Browning automatic machine gun te vervangen. Deze wapens werden niet zomaar gemaakt zonder getest te worden tegen concurrerende wapens. De T161E3 werd getest tegen de FN(fabrique nationale)MAG. Deze FN MAG was een van de meest betrouwbare en precieze wapens in die periode. België had een goede naam in het buitenland als het om wapens ging en heeft die nog steeds. In 1957 kreeg de T161E3 de naam M60 toegewezen door het Amerikaans leger. De keuze die werd gemaakt om toch voor de M60 te kiezen in plaats dan voor de FN MAG te kiezen lag puur aan het feit dat de voorkeur ging naar wapens van Amerikaanse makelij om verdere taksen te kunnen vermijden en om de naam/prestige van het land hoog te houden. De M60 werd vaak gebruikt in de Vietnamoorlog. Zo goed als elke 'squad' had een M60 ter beschikking. Er werden telkens 3 personen aangesteld voor één M60. Eén persoon had extra munitie, de ander een extra loop en de laatste droeg het wapen. De M60 kreeg de bijnaam 'The pig' ( = het varken) in de Vietnamoorlog vanwege zijn kolossale afmetingen.
In de loop der jaren is de technologie en wapenkunde zodanig geëvolueerd dat de M60 te ouderwets werd waardoor deze vervangen werd door de M249 en varianten ervan ( M240). Wel worden ze nog gebruikt in helikopters van de Amerikaanse marine ( NAVY Seals) ter secundaire bescherming.

## Modellen
Er bestaan zeer veel varianten van de M60, we hebben het hier over een negental varianten ervan. Het begint bij de T161E3 en gaat door tot de meest moderne versie van de M60 namelijk: M60E4. Al de modellen werden gebruikt op gevechtsboten( klein en groot), helikopters, jeeps en tanks. Al deze modellen werden op een zodanige manier aangepast dat ze het ideale wapen waren voor op dat voertuig.
De negen varianten zijn :
- T161E3
- M60
- M60E1
- M60E2
- M60B
- M60C
- M60D
- M60E3
- M60E4